# Валекрозия
Валекро̀зия (на италиански: Vallecrosia; на лигурски: Vallecrösia) е пристанищно градче и община в Северна Италия, провинция Империя, регион Лигурия. Разположено е на брега на Лигурско море, на лигурското Западно крайбрежие. Населението на общината е 7055 души (към 2011 г.).